# Gauliga Pommern 1934/35

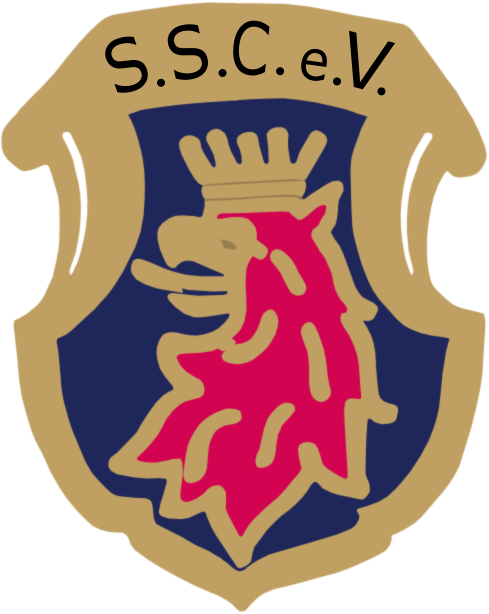
Stettiner SC – Meister Gauliga Pommern 1935

Die Gauliga Pommern 1934/35 war die zweite Spielzeit der Gauliga Pommern des Deutschen Fußball-Bundes. Die Gauliga Pommern wurde erneut in zwei Gruppen mit je sieben Mannschaften aufgeteilt. Die jeweiligen Gruppensieger spielten in Finalspielen die Gaumeisterschaft aus. Die Gaumeisterschaft sicherte sich zum ersten Mal der Stettiner SC im Finale gegen den Vorjahresmeister SV Viktoria Stolp und qualifizierte sich dadurch für die deutsche Fußballmeisterschaft 1934/35. Bei dieser wurden die Stettiner Gruppenletzter der Gruppe B, FC Schalke 04, Hannover 96 und Eimsbütteler TV waren die Gruppengegner gewesen.

## Abteilung Ost

### Kreuztabelle
| 1934/35                | SV Viktoria Stolp | MSV Hubertus Kolberg | SV Sturm Lauenburg | SV Germania Stolp | SV Hertha Schneidemühl | SV Viktoria Kolberg | SV Preußen Köslin |
| ---------------------- | ----------------- | -------------------- | ------------------ | ----------------- | ---------------------- | ------------------- | ----------------- |
| SV Viktoria Stolp      |                   | 4:0                  | 2:1                | 5:1               | 2:0                    | 11:1                | 2:0               |
| HSV Hubertus Kolberg   | 1:1               |                      | 5:0                | 6:0               | 6:2                    | 6:0                 | 2:0               |
| SV Sturm Lauenburg     | 1:1               | 5:4                  |                    | 2:1               | 2:1                    | 8:0                 | 3:3               |
| SV Germania Stolp      | 0:4               | 1:1                  | 10:1               |                   | 3:3                    | 10:1                | 7:2               |
| SV Hertha Schneidemühl | 2:0               | 2:4                  | 1:1                | 3:3               |                        | 4:1                 | 2:2               |
| SV Viktoria Kolberg    | 1:1               | 1:0                  | 2:8                | 1:2               | 1:2                    |                     | 3:1               |
| SV Preußen Köslin      | 0:7               | 0:4                  | 2:2                | 1:3               | 3:5                    | 2:4                 |                   |

### Abschlusstabelle
| Pl. | Verein                     | Sp. | S | U | N | Tore    | Quote | Punkte |
| --- | -------------------------- | --- | - | - | - | ------- | ----- | ------ |
| 1.  | SV Viktoria Stolp (M)      | 12  | 8 | 3 | 1 | 040:800 | 5,00  | 19:50  |
| 2.  | HSV Hubertus Kolberg       | 12  | 7 | 2 | 3 | 039:160 | 2,44  | 16:80  |
| 3.  | SV Sturm Lauenburg         | 12  | 5 | 4 | 3 | 034:320 | 1,06  | 14:10  |
| 4.  | SV Germania Stolp          | 12  | 5 | 3 | 4 | 041:300 | 1,37  | 13:11  |
| 5.  | SV Hertha Schneidemühl (N) | 12  | 4 | 4 | 4 | 027:280 | 0,96  | 12:12  |
| 6.  | SV Viktoria Kolberg        | 12  | 3 | 1 | 8 | 016:550 | 0,29  | 07:17  |
| 7.  | SV Preußen Köslin          | 12  | 0 | 3 | 9 | 016:440 | 0,36  | 03:21  |

| (M) | Titelverteidiger                  |
| (N) | Aufsteiger aus den Bezirksklassen |

## Abteilung West

### Kreuztabelle
| 1934/35               | Stettiner SC | Polizei SV Stettin | VfB Stettin | SC Preußen Stettin | Greifswalder SC | VfL Stettin | SC Comet Stettin |
| --------------------- | ------------ | ------------------ | ----------- | ------------------ | --------------- | ----------- | ---------------- |
| Stettiner SC          |              | 2:4                | 2:1         | 2:1                | 4:1             | 5:2         | 4:0              |
| Polizei SV Stettin    | 3:7          |                    | 3:2         | 7:1                | 3:2             | 4:3         | 9:0              |
| VfB Stettin           | 1:1          | 4:4                |             | 3:2                | 4:1             | 5:4         | 4:2              |
| SC Preußen Stettin    | 4:7          | 4:1 a              | 1:1         |                    | 2:1             | 6:1         | 3:1              |
| Greifswalder SC       | 1:1          | 1:0                | 3:2         | 0:4                |                 | 4:4         | +0:0 b           |
| VfL Stettin           | 2:3          | 1:4                | 2:0         | 5:3                | 0:0             |             | 3:1              |
| SV Viktoria Stralsund | 2:10         | 2:6                | 2:5         | 4:6                | 4:3             | 4:2         |                  |

### Abschlusstabelle
| Pl. | Verein               | Sp. | S | U | N  | Tore    | Quote | Punkte |
| --- | -------------------- | --- | - | - | -- | ------- | ----- | ------ |
| 1.  | Stettiner SC         | 12  | 9 | 2 | 1  | 048:220 | 2,18  | 20:40  |
| 2.  | Polizei SV Stettin   | 12  | 8 | 1 | 3  | 048:290 | 1,66  | 17:70  |
| 3.  | VfB Stettin          | 12  | 5 | 3 | 4  | 032:270 | 1,19  | 13:11  |
| 4.  | SC Preußen Stettin   | 12  | 6 | 1 | 5  | 037:330 | 1,12  | 13:11  |
| 5.  | Greifswalder SC      | 12  | 3 | 3 | 6  | 017:280 | 0,61  | 09:15  |
| 6.  | VfL Stettin          | 12  | 3 | 2 | 7  | 029:390 | 0,74  | 08:16  |
| 7.  | SC Comet Stettin (N) | 12  | 2 | 0 | 10 | 022:550 | 0,40  | 04:20  |

| (N) | Aufsteiger aus den Bezirksklassen |

## Finalspiele Gaumeisterschaft

### Hinspiel
| SV Viktoria Stolp                | SV Viktoria Stolp | Stettiner SC | Stettiner SC |
| -------------------------------- | --- | --- | ------------ |
| SV Viktoria Stolp                | \| 10. März 1935 in Stolp \| \| Ergebnis: 0:1 (0:0) \| \| Zuschauer: 3.500 \| \| Schiedsrichter: Stolze (Stettin) \|                           | \| 10. März 1935 in Stolp \| \| Ergebnis: 0:1 (0:0) \| \| Zuschauer: 3.500 \| \| Schiedsrichter: Stolze (Stettin) \| | Stettiner SC |
| SV Viktoria Stolp                | Hans-Joachim Kutz – Bruno Bartsch, Heinz Schülke – Engel, Fritz Gahren, Venske – Ernst Frank, Gustav Krause, Teskie, Erwin Drews, Ulrich Stähr | | Stettiner SC |
| SV Viktoria Stolp                | 0:1 Frank (66.) | | Stettiner SC |
| 10. März 1935 in Stolp           | | |              |
| Ergebnis: 0:1 (0:0)              | | |              |
| Zuschauer: 3.500                 | | |              |
| Schiedsrichter: Stolze (Stettin) | | |              |

### Rückspiel
| Stettiner SC             | Stettiner SC | SV Viktoria Stolp | SV Viktoria Stolp |
| ------------------------ | --- | --- | ----------------- |
| Stettiner SC             | \| 17. März 1934 in Stettin \| \| Ergebnis: 0:0 (0:0) \| \| Zuschauer: 5.000 \|                                                                 | \| 17. März 1934 in Stettin \| \| Ergebnis: 0:0 (0:0) \| \| Zuschauer: 5.000 \|                                                                                   | SV Viktoria Stolp |
| Stettiner SC             | Hans-Joachim Kutz – Bruno Bartsch, Heinz Schülke – Engel, Fritz Gahren, Venske – Ernst Frank, Gustav Krause, Treskie, Erwin Drews, Ulrich Stähr | Ernst Erdmann – Gustav Hermann, Karl Albrecht – Kurt Bletsch, Karl Lewand, Günter Noffz – Reinhold Stern, Paul Garz, Georg Habermann, Fritz Kranz, Heinz Rennhack | SV Viktoria Stolp |
| 17. März 1934 in Stettin | | |                   |
| Ergebnis: 0:0 (0:0)      | | |                   |
| Zuschauer: 5.000         | | |                   |

## Aufstiegsrunde
Qualifiziert für die Aufstiegsrunde waren die Meister der sechs zweitklassigen Bezirksklassen Ost Abteilung Stolp, Ost Abteilung Kolberg-Köslin, Mitte, Stettin, Süd und West. Jeweils drei Mannschaften traten dann im Rundenturnier mit Hin- und Rückspiel in zwei Gruppen gegeneinander an, die beiden Gruppensieger stiegen zur kommenden Spielzeit in die Gauliga auf. 

### Staffel Ost
| Pl. | Verein                                                                             | Sp. | S | U | N | Tore    | Quote | Punkte |
| --- | ---------------------------------------------------------------------------------- | --- | - | - | - | ------- | ----- | ------ |
| 1.  | FC Pfeil Lauenburg (Sieger Bezirksklasse Pommern Gruppe Ost Abteilung Stolp)       | 4   | 3 | 0 | 1 | 011:300 | 3,67  | 06:20  |
| 2.  | FC Viktoria Schneidemühl (Sieger Bezirksklasse Pommern Gruppe Süd)                 | 4   | 2 | 0 | 2 | 012:800 | 1,50  | 04:40  |
| 3.  | SV 1910 Kolberg (Sieger Bezirksklasse Pommern Gruppe Ost Abteilung Kolberg-Köslin) | 3   | 0 | 0 | 3 | 002:150 | 0,13  | 0:60   |

### Staffel West
| Pl. | Verein                                                              | Sp. | S | U | N | Tore    | Quote | Punkte |
| --- | ------------------------------------------------------------------- | --- | - | - | - | ------- | ----- | ------ |
| 1.  | SC Blücher Gollnow (Sieger Bezirksklasse Pommern Gruppe Mitte)      | 4   | 3 | 0 | 1 | 007:500 | 1,40  | 06:20  |
| 2.  | Graf Schwerin Greifswald (Sieger Bezirksklasse Pommern Gruppe West) | 4   | 3 | 0 | 1 | 014:130 | 1,08  | 06:20  |
| 3.  | Swinemünder SC (Sieger Bezirksklasse Pommern Gruppe Stettin)        | 4   | 0 | 0 | 4 | 006:900 | 0,67  | 0:80   |